# SWEET&TEA
SWEET&TEAは、東京都三鷹市に所在する株式会社クリアレーヴのアダルトゲームブランドの一つである。
甘く（SWEET）もほろ苦い（TEA）恋模様を描くことをコンセプトにしたブランドである。

## 作品一覧
- 2016年11月25日 - 枯れない世界と終わる花
  - 「萌えゲーアワード2016 金賞・ニューブランド賞」受賞
- 2018年9月28日 - ケモノ娘の育て方
- 2019年2月22日 - ネコ神様と、ななつぼし